# 森まり
森 まり（もり まり、1992年3月15日 - ）は日本の女性タレント。エイピーエンターテイメント所属。1992年茨城県出身。

## 出演

### 映画・舞台
- 「ダる。」（主演：佐々木リオ、留川真帆） - 副生徒会長 役[3]

### WEB
- ジョナサン・シガー「映画カムカム」 - 水着姿で無表情なアシスタント 役[4]

### テレビ
- 沸騰ワード10（日本テレビ）
- ウロボロス～この愛こそ、正義。（TBSテレビ）

### インターネット配信
- QUIZ DEAD OR ALIVE (秘書、2014年12月26日 - 2015年9月4日)